# 威斯克生物
成都威斯克生物医药有限公司（英語：WestVac BioPharma Co., Ltd.），是中华人民共和国四川省成都市的一家生物制药研发公司，总部位于中国四川省成都天府国际生物城。

## 简介
威斯克生物由中国科学院院士、四川大学华西医院生物治疗国家重点实验室主任魏于全于2020年创办，主营业务为疫苗研发、生产和销售。公司甫一成立便投入到COVID-19疫苗的研发当中。2023年6月8日，该公司与四川大学华西医院合作研发的三价（XBB+BA.5+Delta变异株）重组蛋白COVID-19疫苗（商品名为“威克欣®”）在中国大陆获批紧急使用，成为全球首个获批紧急使用的针对XBB等变异株的COVID-19疫苗，并于同年7月31日被国务院联防联控机制推荐为“重点人群”（老年人、基础病患者等）加强免疫用疫苗。